# Raión de Gabala
Gabala (en azerí: Qəbələ) es uno de los cincuenta y nueve rayones en los que subdivide políticamente la República de Azerbaiyán. La capital es la ciudad de Gabala. Situada a 200 km de Bakú, la capital.

## Territorio y Población

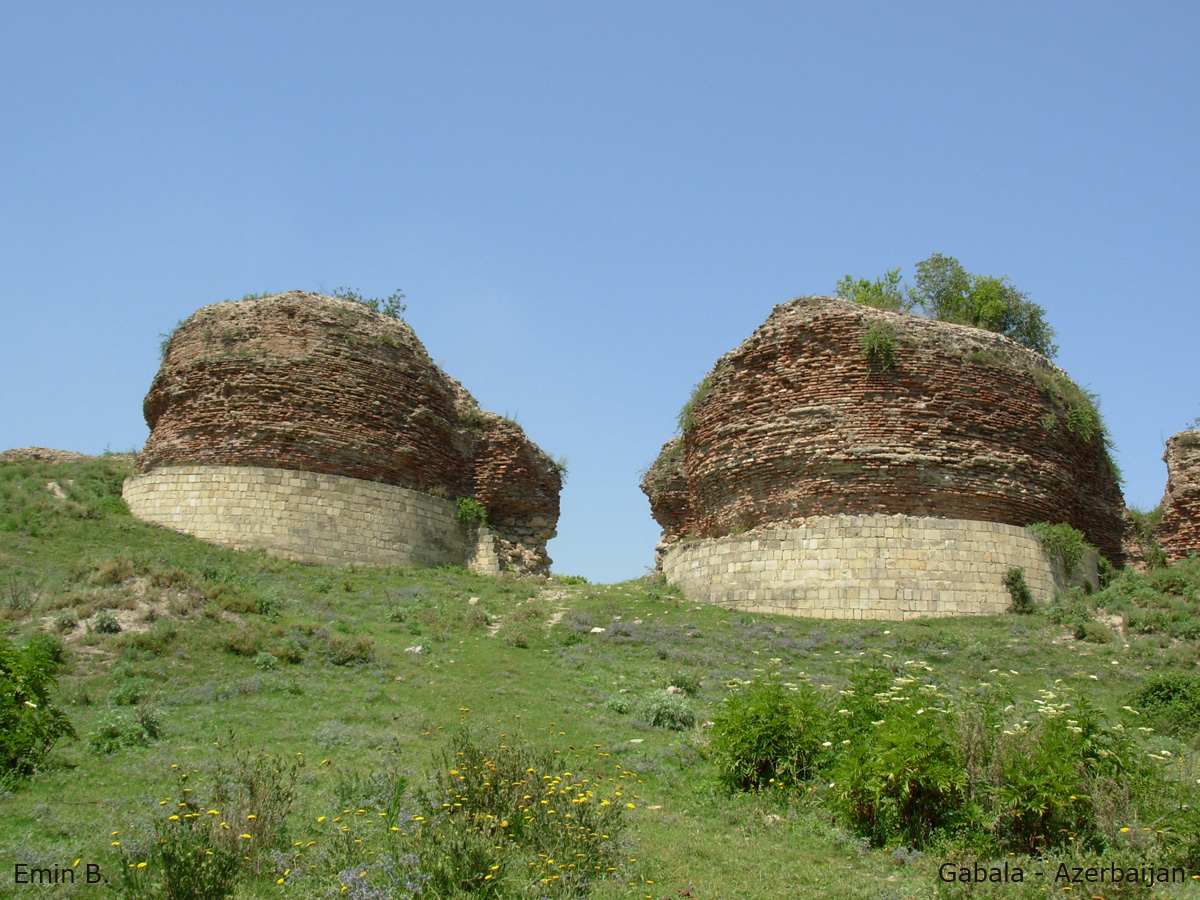
Qabala antiguo

El raión se encuentra en el territorio de la zona de Sheki-Zaqatala. Comprende una superficie de 1548 km², con una población de 104 419 personas (según los datos del 1 de enero de 2017) y una densidad poblacional de  67.3 habitantes por kilómetro cuadrado. El raión contiene 1 ciudad, 3 pueblos y 60 aldeas.

## Clima
En Gabala, la temperatura media anual es de 11.6 °C. La temperatura media en invierno es -3 -+1 C°, en verano -+23 – +25 C°. Las precipitaciones medias anuales son 450–500 mm.

## Historia

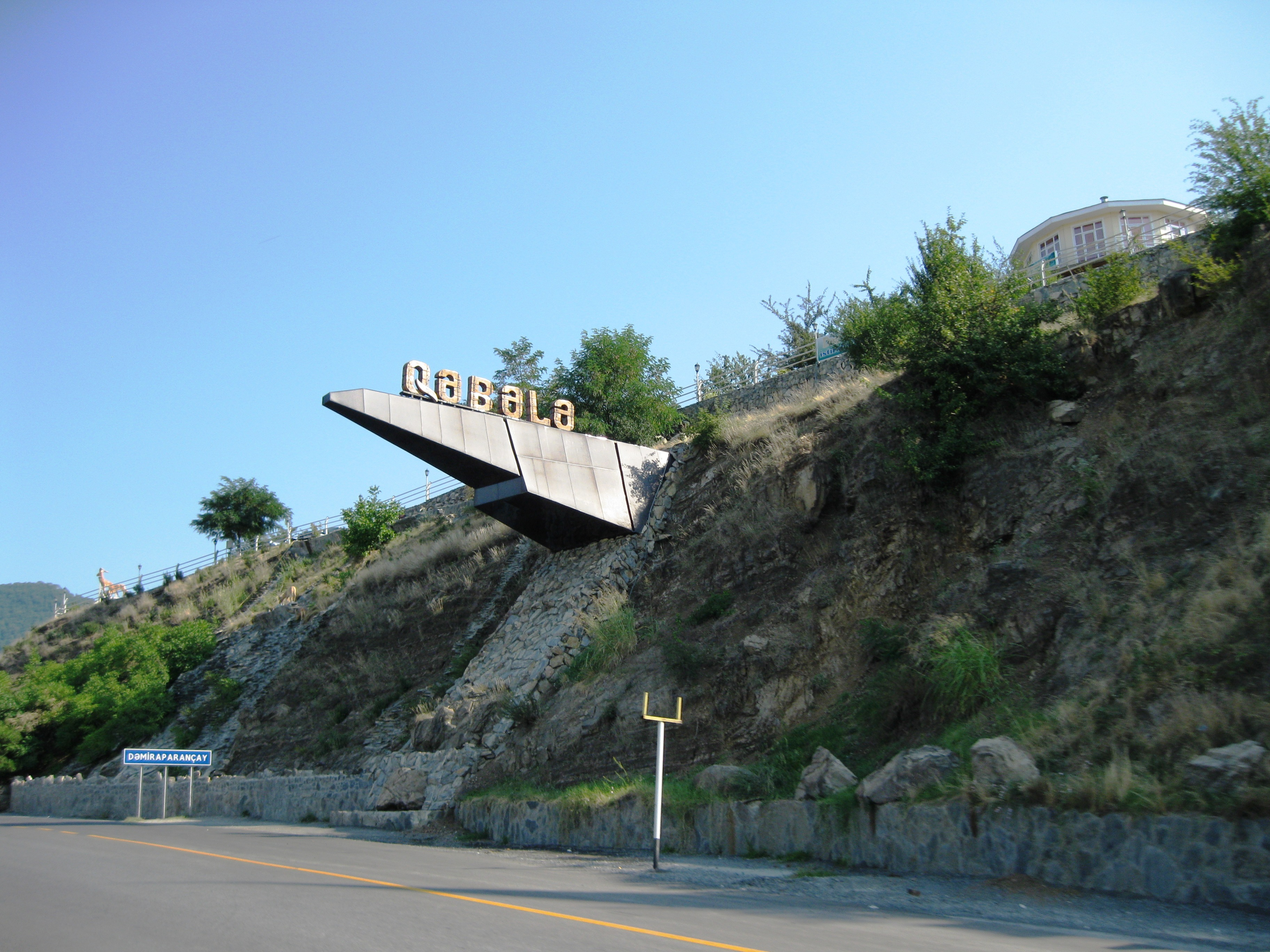
Entrada en raión

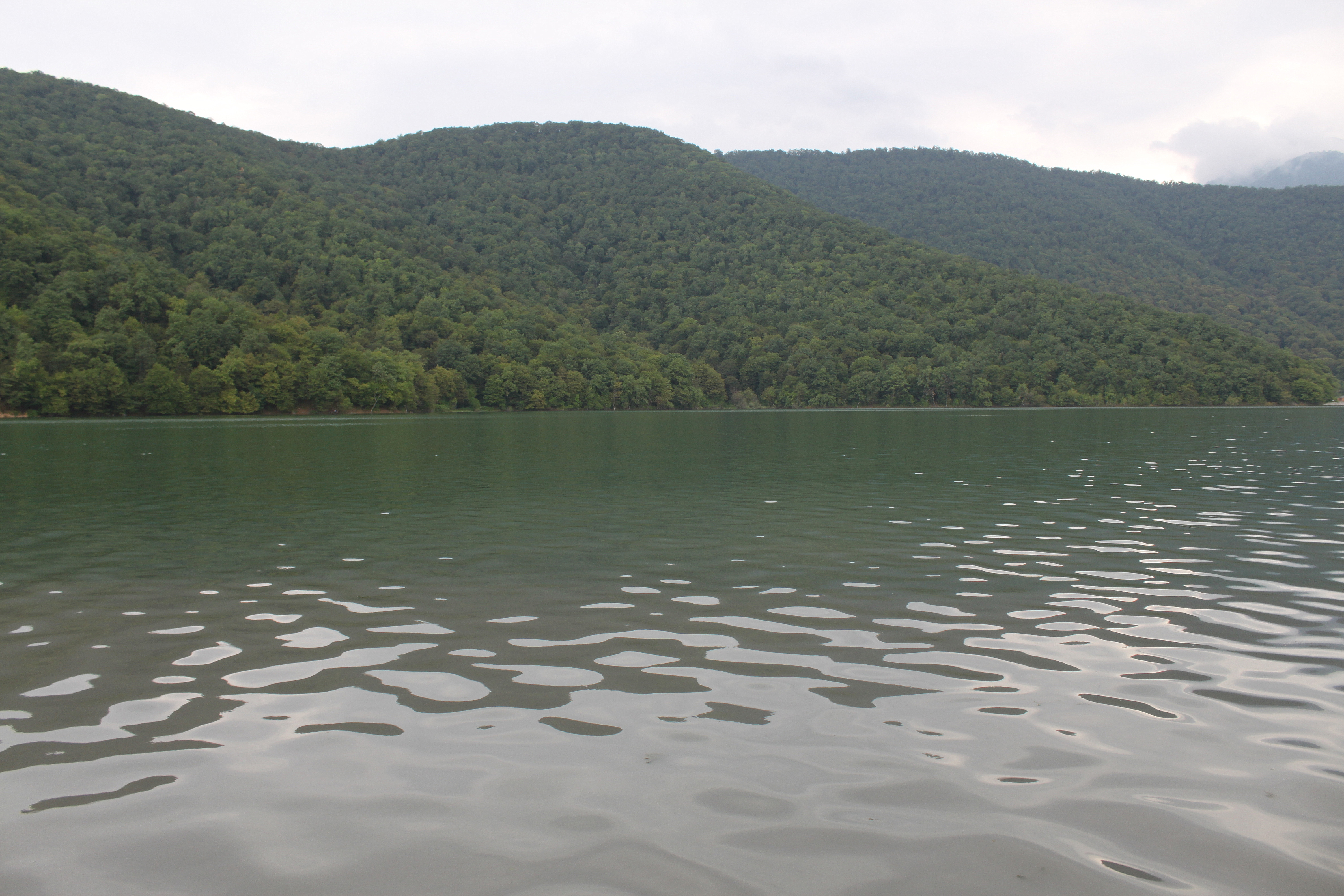
Lago Nohur de Qabala

En el siglo XVIII el territorio de raión Gabala formaban parte de sultanat Qutqashenli. Más después Qutqashen formó parte del kanato de Sheki. Después de la eliminación del kanato de Sheki, este territorio fue incluido en la Guberniya de Sheki. En el año de 1930 fue creado el raión de Qutqashenli. El 1991 el raión pasó a llamarse Gabala en honor de la ciudad antigua Kabalaka. 

## Unidades territorial administrativas
- Beili
- Bum - la tercera localidad de Qabala por el número de la población. La población es 5 mil de habitantes.
- Vandam - la segunda localidad de Qabala por el número de población. la población es - 8 mil
- Qabala - el centro de raión y la primera localidad de Qabala por el número de población. La población es 13 000 habitantes.
- Qamzalli
- Djigatelli
- Dizakhli
- Kamarvan
- Kusnet
- Laza
- Mamaili
- Mirzabeili
- Mikhliqovaq
- Nidj - localidad de residencia de los udíes.
- Nokhurqishlaq
- Savalan
- Soltan Nukha
- Uludash
- Chukhur Qabala
- Enikend

## Economía

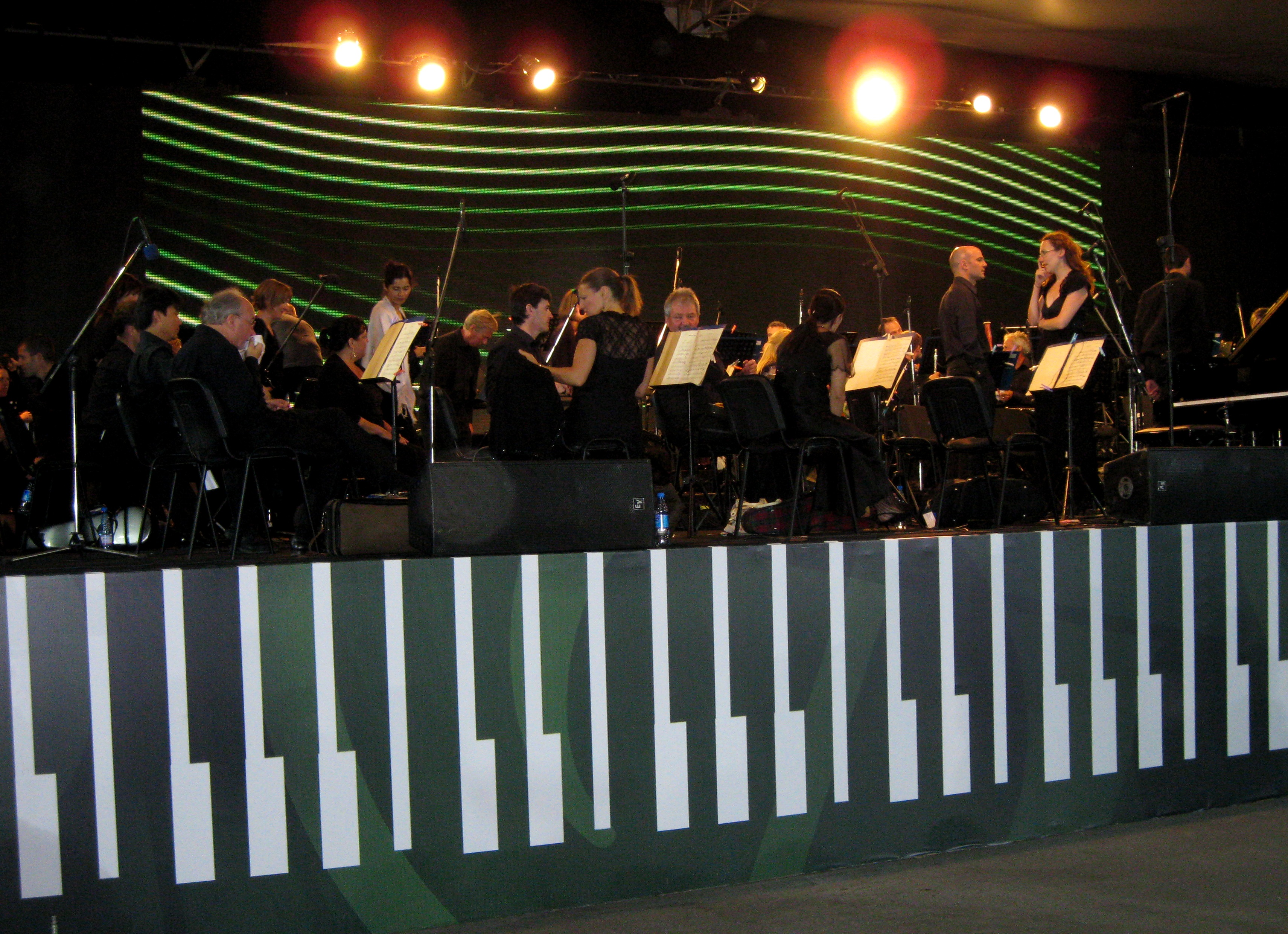
Orquestra de Qabala

La actividad predominante es la agricultura. Existen principalmente criaderos de ganado ovino y de gusanos de seda. Se producen cereales, tabaco, vino, nueces y manzanas. También existen industrias de elaboración de alimentos, tales como bodegas y establecimientos de transformación de tabaco.

## Festival Internacional de Música en Gabala
Es un festival de la música clásica (incluyendo mugam, jazz) que se celebra anualmente a partir de 2009 en Gabala, Azerbaiyán.  Un evento que da cabida a artistas y melodías de todo el mundo, aunque un lugar especial del cartel ocupan los compositores azerbaiyanos y la música étnica. El festival es organizado con el apoyo de la Fundación Heydar Aliyev, por iniciativa del rector de la Academia de Música de Bakú Farhad Badalbeyli y del galardonado director Dmitry Yablonsky. 
El 2015 Gran Gala Flamenco (España) participó en el séptimo Festival Internacional de Música de Gabala.

## Festival Internacional de Mermelada en Gabala
Festival se celebra anualmente en Qabala a partir de 2012. Es organizado con el apoyo del Ministerio de la Cultura y Turismo de Azerbaiyán. En festival participan los representantes de las regiones de Azerbaiyán, también de otros estados, como Turquía, Alemania, Bielorrusia, Gran Bretaña, Georgia, Croacia, Irán, Kirguistán, Líbano, Malasia, México, Moldavia, Uzbekistán, Pakistán, Rumania, Rusia, Polonia, Serbia, Arabia Saudita, Eslovaquia, Chipre del norte, China, etc.